# William Warburton

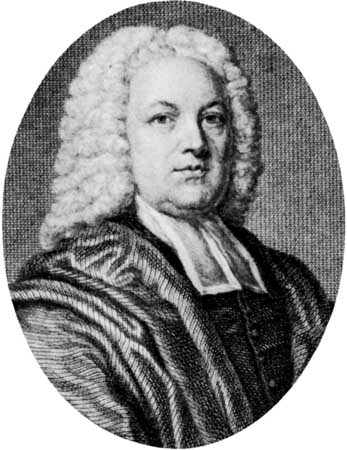
William Warburton, Kupferstich nach einem Ölgemälde, um 1784

William Warburton (* 24. Dezember 1698 in Newark-on-Trent; † 7. Juni 1779 in Gloucester) war ein englischer Kritiker, Bischof von Gloucester und Herausgeber einer Gesamtausgabe der Werke von William Shakespeare.

## Leben und Werk
Warburton wurde in Newark geboren. Sein Vater, der zu einer alten Cheshire-Familie gehörte, war dort Gemeindevollzugsbeamter. Warburton erhielt seine Ausbildung an der Oakham and Newark Grammar School. 1714 setzte er seine Ausbildung bei dem Anwalt Kirke in East Markham, Nottinghamshire fort.
Nach der Beendigung seiner Ausbildung kehrte er nach Newark zurück, um dort seine praktische Ausbildung zum Anwalt zu absolvieren. 1736 veröffentlichte er The Alliance Between Church and State als Antwort auf Benjamin Hoadlys Publikation von 1735.
1747 veröffentlichte er eine achtbändige Gesamtausgabe der Werke Shakespeares unter dem Titel The Works of Shakespeare. Der Text basiert auf der Ausgabe von Lewis Theobald von 1733 und besitzt keine eigenständige Autorität.